# Mondicourt
Mondicourt est une commune française située dans le département du Pas-de-Calais en région Hauts-de-France. Ses habitants sont appelés les Mondicourtois. La commune est membre de la communauté de communes des Campagnes de l'Artois.

## Géographie

### Localisation
Localisée dans le sud-est du département du Pas-de-Calais, la commune de Mondicourt, limitrophe du département de la Somme, est située sur l'ancienne route nationale 25, entre Pommera et La Herlière. Arras (chef-lieu d'arrondissement et préfecture du Pas-de-Calais) se trouve, à vol d'oiseau, à 26 km au nord-ouest, Amiens à 32 km au sud-ouest tandis que Doullens n'est qu'à 9 km à l'ouest.
Le territoire de la commune est limitrophe de ceux de quatre communes, dont une, Lucheux, dans le département de la Somme.
Les communes limitrophes sont Lucheux, Grincourt-lès-Pas, Pas-en-Artois et Pommera.

### Géologie et relief
La superficie de la commune est de 5,06 km2 ; son altitude varie de 105  à   169 m.

### Hydrographie
Le territoire de la commune est situé dans le bassin Artois-Picardie.
La commune est traversée par les Moulins, cours d'eau d'une longueur de 2,72 km, qui prend sa source dans la commune de Grincourt-lès-Pas et se jette dans la Quilliene au niveau de la commune de Pas-en-Artois.

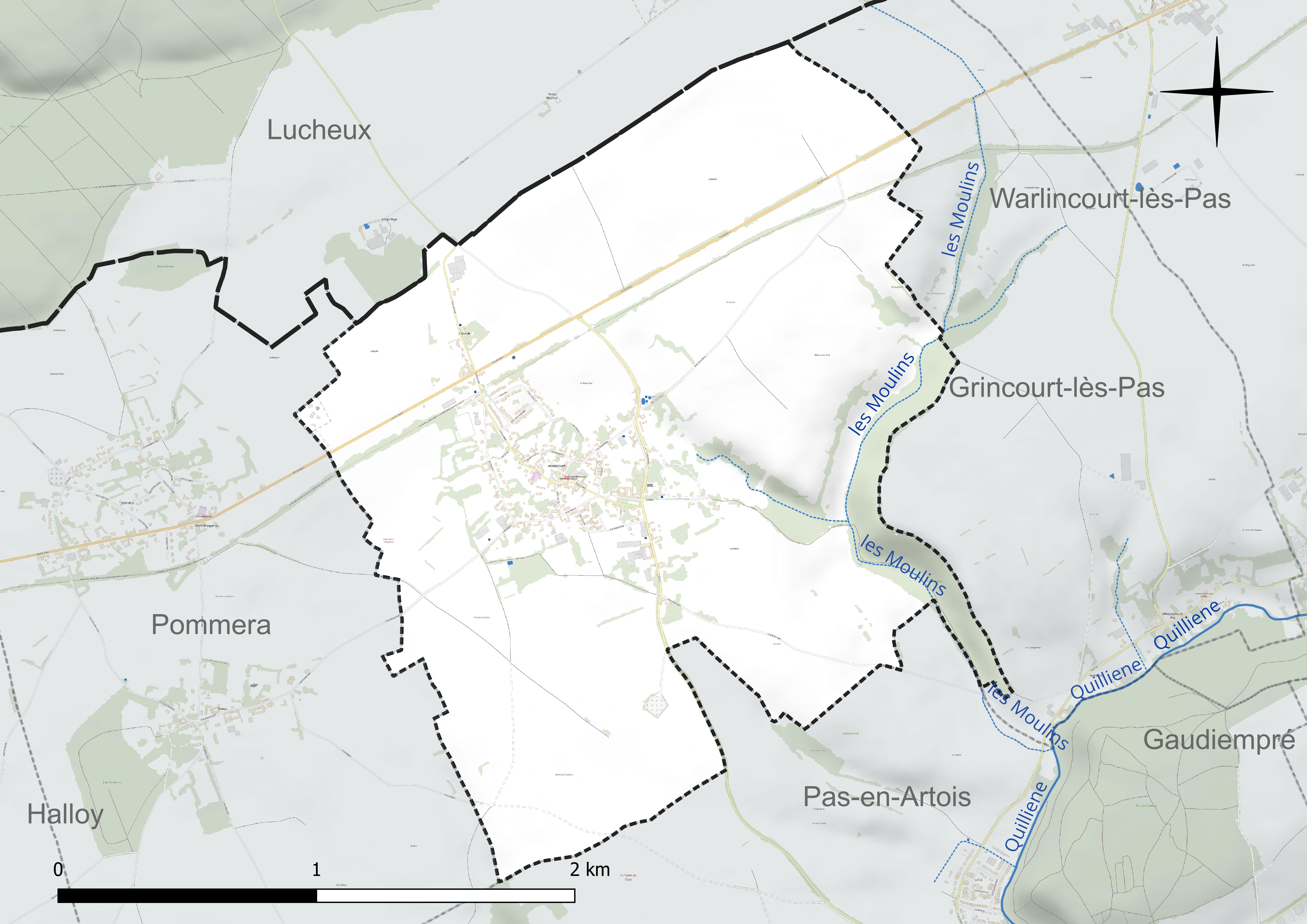
Réseau hydrographique de Mondicourt.

### Climat
Pour des articles plus généraux, voir Climat des Hauts-de-France et Climat du Nord-Pas-de-Calais.
En 2010, le climat de la commune est de type climat des marges montargnardes, selon une étude du CNRS s'appuyant sur une série de données couvrant la période 1971-2000. En 2020, Météo-France publie une typologie des climats de la France métropolitaine dans laquelle la commune est exposée à un climat océanique et est dans une zone de transition entre les régions climatiques « Nord-est du bassin Parisien » et « Côtes de la Manche orientale ».
Pour la période 1971-2000, la température annuelle moyenne est de 9,9 °C, avec une amplitude thermique annuelle de 14 °C. Le cumul annuel moyen de précipitations est de 867 mm, avec 13,1 jours de précipitations en janvier et 9,4 jours en juillet. Pour la période 1991-2020, la température moyenne annuelle observée sur la station météorologique la plus proche, située sur la commune de Saulty à 7 km à vol d'oiseau, est de 10,4 °C et le cumul annuel moyen de précipitations est de 899,7 mm,. Pour l'avenir, les paramètres climatiques de la commune estimés pour 2050 selon différents scénarios d'émission de gaz à effet de serre sont consultables sur un site dédié publié par Météo-France en novembre 2022.

### Paysages
Pour un article plus général, voir Paysage en France.
La commune s'inscrit dans l'est du « paysage du val d’Authie » tel que défini dans l’atlas des paysages de la région Nord-Pas-de-Calais, conçu par la direction régionale de l'Environnement, de l'Aménagement et du Logement (DREAL),.
Ce paysage, qui concerne 83 communes, se délimite : au sud, dans le département de la  Somme par le « paysage de l’Authie et du Ponthieu, dépendant de l’atlas des paysages de la Picardie et au nord et à l’est par les paysages du Montreuillois, du Ternois et les paysages des plateaux cambrésiens et artésiens. Le caractère frontalier de la vallée de l’Authie, aujourd’hui entre le Pas-de-Calais et la Somme, remonte au Moyen Âge où elle séparait le royaume de France du royaume d’Espagne, au nord.
Son coteau Nord est net et escarpé alors que le coteau Sud offre des pentes plus douces. À l’Ouest, le fleuve s’ouvre sur la baie d'Authie, typique de l’estuaire picard, et se jette dans la Manche. Avec son vaste estuaire et les paysages des bas-champs, la baie d’Authie contraste avec les paysages plus verdoyants en amont.
L’Authie, entaille profonde du plateau artésien, a créé des entités écopaysagères prononcées avec un plateau calcaire dont l’altitude varie de 100  à   163 m qui s’étend de chaque côté du fleuve. L’altitude du plateau décline depuis le pays de Doullens, à l'est (point culminant à 163 m), vers les bas-champs picards, à l'ouest (moins de 40 m). Le fond de la vallée de l’Authie, quant à lui, est recouvert d’alluvions et de tourbes. L’Authie est un fleuve côtier classé comme cours d'eau de première catégorie où le peuplement piscicole dominant est constitué de salmonidés. L’occupation des sols des paysages de la Vallée de l’Authie est composée pour 70 % en culture.

### Milieux naturels et biodiversité

#### Zone naturelle d'intérêt écologique, faunistique et floristique
L’inventaire des zones naturelles d'intérêt écologique, faunistique et floristique (ZNIEFF) a pour objectif de réaliser une couverture des zones les plus intéressantes sur le plan écologique, essentiellement dans la perspective d’améliorer la connaissance du patrimoine naturel national et de fournir aux différents décideurs un outil d’aide à la prise en compte de l’environnement dans l’aménagement du territoire.
Le territoire communal comprend une ZNIEFF de type 1 : la vallée de la Quillienne, ses vallons adjacents et bois d'Orville, d’une superficie de 2 143 ha et d'une altitude variant de 65  à   154 mètres. Cette vallée associe des influences thermophiles dans les lisières et sur les pelouses et un caractère psychrophile au niveau des forêts de ravins. Une partie du site est occupée par l’agriculture intensive.

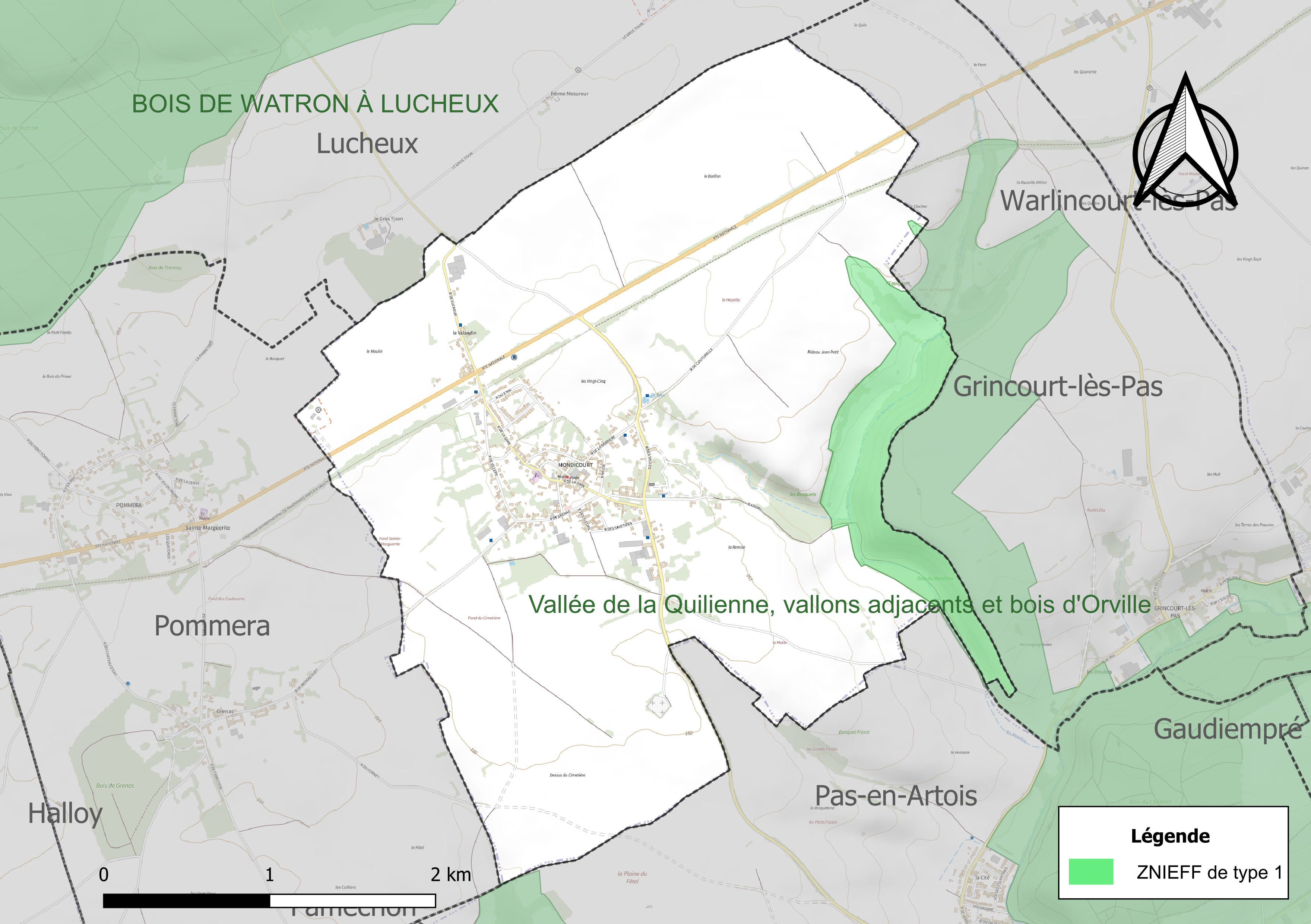
Carte de la ZNIEFF sur la commune.

#### Espèces faunistiques et floristiques
L’Inventaire national du patrimoine naturel (INPN) recense plusieurs espèces faunistiques et floristiques sur le territoire de la commune dont certaines sont protégées et d’autres menacées et quasi-menacées.

## Urbanisme

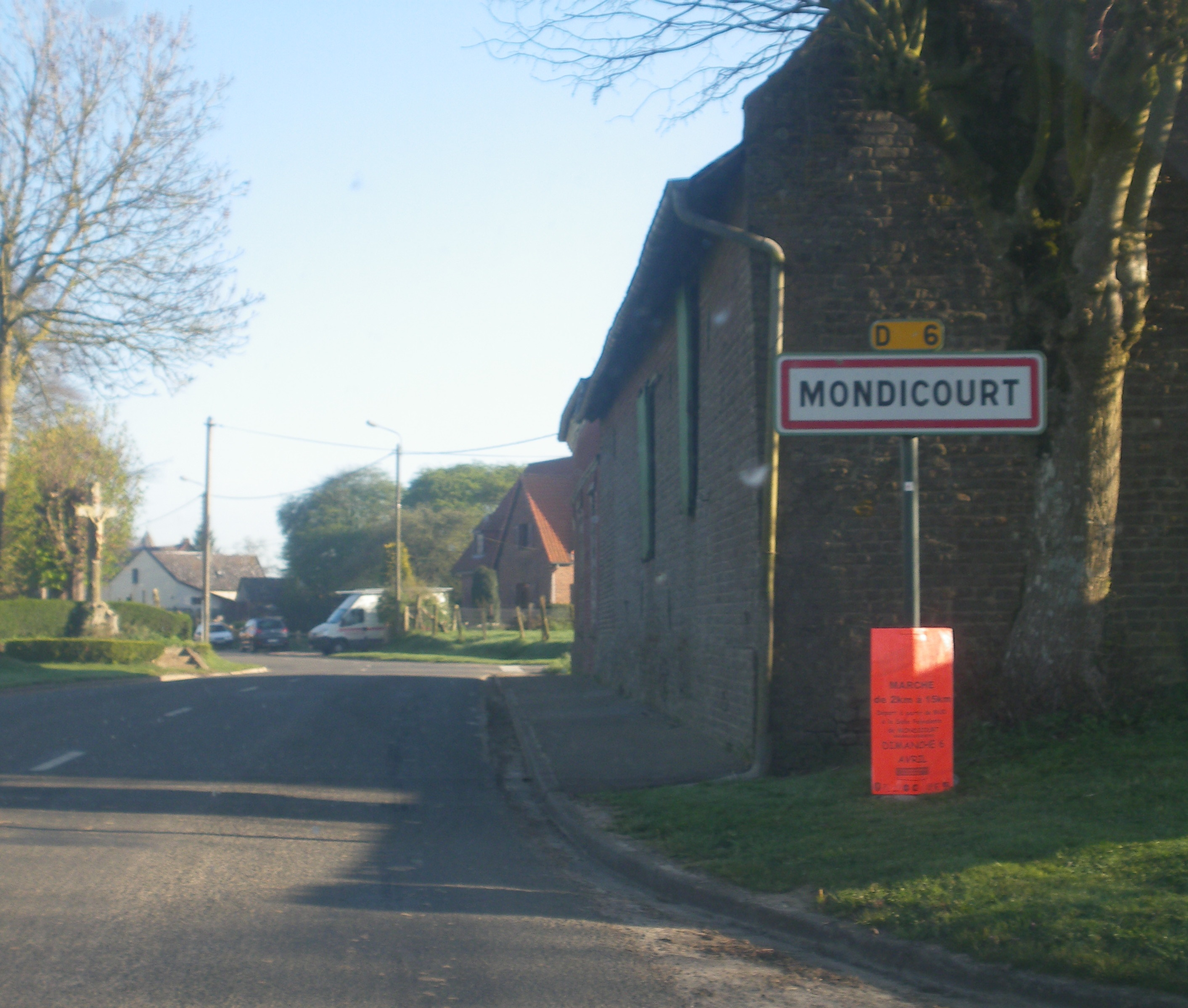
Une entrée de la commune.

### Typologie
Au 1er janvier 2024, Mondicourt est catégorisée bourg rural, selon la nouvelle grille communale de densité à sept niveaux définie par l'Insee en 2022.
Elle est située hors unité urbaine et hors attraction des villes,.

### Occupation des sols
L'occupation des sols de la commune, telle qu'elle ressort de la base de données européenne d’occupation biophysique des sols Corine Land Cover (CLC), est marquée par l'importance des territoires agricoles (86,9 % en 2018), une proportion identique à celle de 1990 (86,9 %). La répartition détaillée en 2018 est la suivante : 
terres arables (70,1 %), prairies (10 %), zones urbanisées (8,8 %), zones agricoles hétérogènes (6,7 %), forêts (4,4 %). L'évolution de l’occupation des sols de la commune et de ses infrastructures peut être observée sur les différentes représentations cartographiques du territoire : la carte de Cassini (XVIIIe siècle), la carte d'état-major (1820-1866) et les cartes ou photos aériennes de l'IGN pour la période actuelle (1950 à aujourd'hui).

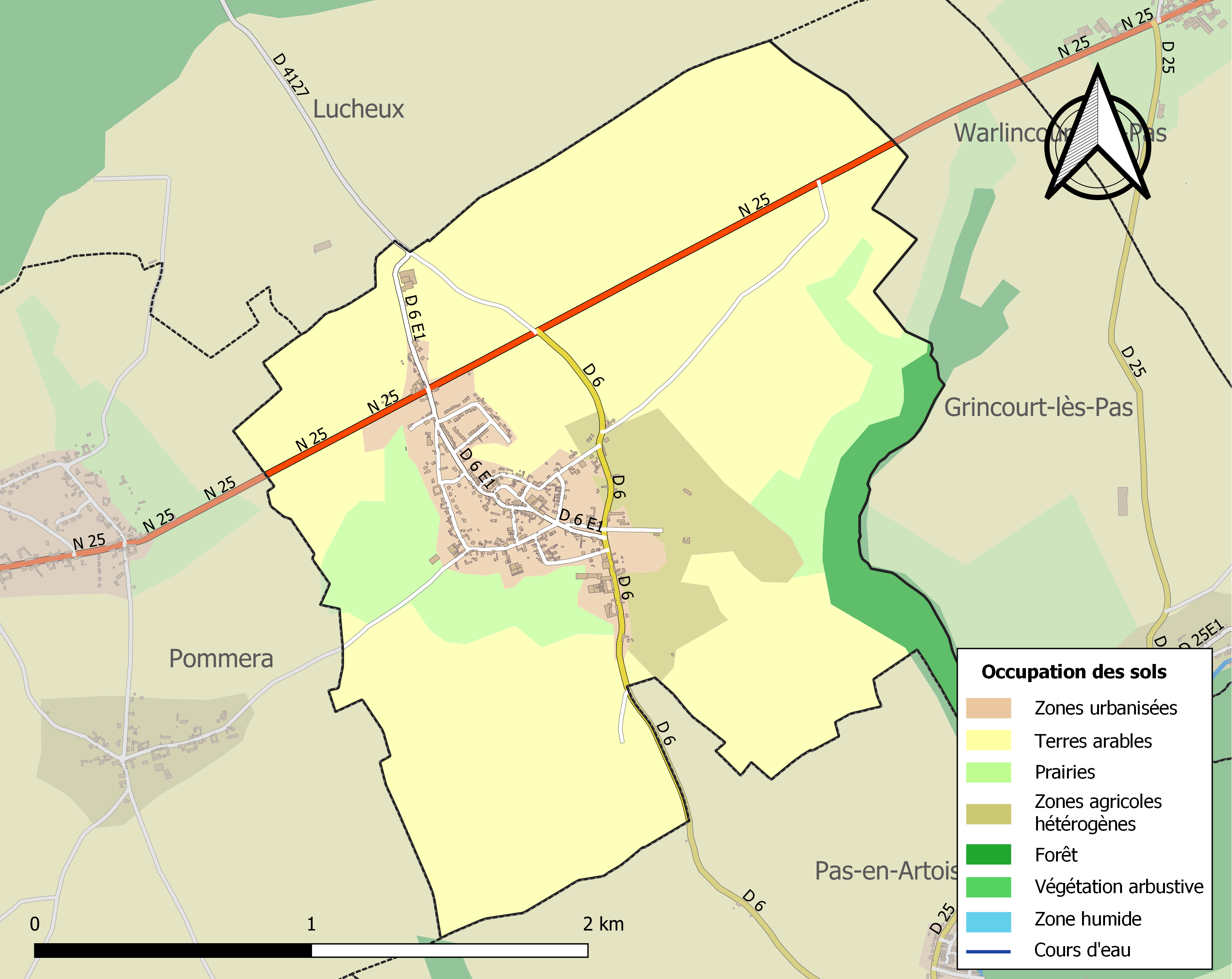
Carte des infrastructures et de l'occupation des sols de la commune en 2018 (CLC).

## Toponymie
Le nom de la localité est attesté sous les formes Mondricurt vers 1170 ; Mondricuria en 1203 ; Mondricort en 1295 ; Mourdricourt en 1469 ; Monrdricourt en 1515 ; Mondicourt en 1793 et depuis 1801.
Les localités portant un nom en -court sont le plus souvent des hameaux ou de petits villages. L'appellatif toponymique -court (> français moderne cour) est issu du gallo-roman CŌRTE qui signifie « cour de ferme, ferme ». Cet appellatif est généralement précédé d'un nom de personne germanique. Ces formations toponymiques datent du Moyen Âge. Cette façon de nommer les lieux serait liée à l'apport germanique du VIe siècle,. En effet, les toponymes en -court typiques de l'extrême nord et nord-est de la France sont calqués sur les noms de lieux en -hof, -hov, -hoffen, -hoven « cour de ferme, ferme » des pays de langue germanique (Flandres, Alsace-Lorraine, Pays-Bas, Allemagne), ainsi aux Béthencourt, Bétancourt, etc. correspondent Bettenhof, Bettenhoffen, Bettenhoven, etc.
D'après Maurits Gysseling, Mondicourt serait la ferme de Mundarīk, anthroponyme germanique formé de munda (tuteur) et de rīkja (puissant).

## Histoire
Le village est, avant la Révolution française, le siège d'une seigneurie, longtemps possédée par la famille de Beauffort. Le fief est devenu ultérieurement un marquisat.
Gilles de Beauffort, (famille de Beauffort), écuyer, seigneur de Mondicourt, est devenu chevalier par lettres données à Madrid (à l'époque la région est détenue par l'Espagne) le 1er octobre 1631. Dans sa jeunesse, il a participé à différents sièges : siège de Bouchain, siège de Cambrai, siège de Doullens (en 1595), il a combattu devant Amiens et il a accompagné le prince de Ligne (Lamoral Ier de Ligne) dans l'ambassade que celui-ci a faite auprès du roi très chrétien (le roi de France) pour le féliciter de son mariage (mariage de Louis XIII avec Anne d'Autriche). Une de ses filles est mariée avec le comte de Dampierre, frère et héritier du dernier comte de ce nom, mort en étant général d'armée en Hongrie. Son fils Robert de Beauffort a également été fait chevalier par lettres données à Madrid le 27 mars 1632.
- Philippe Louis de Beauffort, chevalier, seigneur et marquis de Mondicourt, capitaine de cuirassiers au service du roi d'Espagne, est mort en 1698[23].

Charles Antoine de Beauffort, seigneur de Mondicourt, bénéficie en mars 1735, de lettres données à Versailles, l'autorisant à prendre le titre de marquis, à l'appliquer sur la terre de son choix, et à porter sur l'écu de ses armes une couronne de marquis. Il est le chef de nom et d'armes de la famille de Beauffort. Il a longtemps servi en qualité de capitaine de dragons après avoir levé une compagnie à ses frais, et a deux frères et un fils au service du roi.
Mondicourt, en 1789, faisait partie de la sénéchaussée de Saint-Pol et suivait la coutume d’Artois.
Pendant la Première Guerre mondiale, Mondicourt est à proximité du front de l'Artois. Des troupes, par exemple des soldats relevés du front, sont venues cantonner (récupérer, compléter les effectifs, etc.) sur la commune, comme en novembre 1914.

## Politique et administration

### Découpage territorial
La commune se trouve depuis 1926 dans l'arrondissement d'Arras du département du Pas-de-Calais.

#### Commune et intercommunalités
La commune faisait partie de la communauté de communes des Deux Sources, créée en 2008.
Dans le cadre des dispositions de la loi portant nouvelle organisation territoriale de la République du 7 août 2015, qui prévoit que les établissements publics de coopération intercommunale (EPCI) à fiscalité propre doivent avoir un minimum de 15 000 habitants, cette intercommunalité s'est scindée, et ses communes ont rejoint d'autres intercommunalités.
C'est ainsi que Mondicourt a rejoint la communauté de communes des Campagnes de l'Artois, créée le 1er janvier 2017 par la fusion d'une partie des communautés de communes des Deux sources, de l'Atrébatie et de la Porte des Vallées. Cette communauté de communes des Campagnes de l'Artois regroupe 96 communes et compte 33 141 habitants en 2021.

#### Circonscriptions administratives
La commune faisait partie de 1801 à 1930 du canton d'Avesnes-le-Comte, date à laquelle elle a été intégrée au canton de Pas-en-Artois . Dans le cadre du redécoupage cantonal de 2014 en France, la commune réintègre le canton d'Avesnes-le-Comte.

#### Circonscriptions électorales
Pour l'élection des députés, la commune fait partie depuis 1958 de la première circonscription du Pas-de-Calais.

### Élections municipales et communautaires

#### Liste des maires
| Période                                  | Période                    | Identité       | Étiquette      | Qualité                                    |
| ---------------------------------------- | -------------------------- | -------------- | -------------- | ------------------------------------------ |
| Les données manquantes sont à compléter. |                            |                |                |                                            |
| mars 2001                                | mai 2015                   | Roland Ladan,  |                | Mort en fonction                           |
| juillet 2015                             | En cours (au 30 mars 2022) | Stéphane Gomès | Sans etiquette | Commerçant Réélu pour le mandat 2020-2026, |

## Équipements et services publics

### Enseignement
La commune est située dans l'académie de Lille et dépend, pour les vacances scolaires, de la zone B.
Elle administre une école primaire en regroupement pédagogique intercommunal (RPI 61).

## Population et société

### Démographie
Les habitants sont appelés les Mondicourtois.

#### Évolution démographique
L'évolution du nombre d'habitants est connue à travers les recensements de la population effectués dans la commune depuis 1793. Pour les communes de moins de 10 000 habitants, une enquête de recensement portant sur toute la population est réalisée tous les cinq ans, les populations de référence des années intermédiaires étant quant à elles estimées par interpolation ou extrapolation. Pour la commune, le premier recensement exhaustif entrant dans le cadre du nouveau dispositif a été réalisé en 2008.

En 2022, la commune comptait 579 habitants, en évolution de −4,77 % par rapport à 2016 (Pas-de-Calais : −0,72 %, France hors Mayotte : +2,11 %).
| 1793 | 1800 | 1806 | 1821 | 1831 | 1836 | 1841 | 1846 | 1851 |
| ---- | ---- | ---- | ---- | ---- | ---- | ---- | ---- | ---- |
| 477  | 429  | 470  | 508  | 511  | 515  | 518  | 505  | 531  |

| 1856 | 1861 | 1866 | 1872 | 1876 | 1881 | 1886 | 1891 | 1896 |
| ---- | ---- | ---- | ---- | ---- | ---- | ---- | ---- | ---- |
| 532  | 572  | 566  | 534  | 542  | 535  | 523  | 538  | 537  |

| 1901 | 1906 | 1911 | 1921 | 1926 | 1931 | 1936 | 1946 | 1954 |
| ---- | ---- | ---- | ---- | ---- | ---- | ---- | ---- | ---- |
| 547  | 545  | 518  | 590  | 611  | 584  | 554  | 577  | 537  |

| 1962 | 1968 | 1975 | 1982 | 1990 | 1999 | 2006 | 2008 | 2013 |
| ---- | ---- | ---- | ---- | ---- | ---- | ---- | ---- | ---- |
| 609  | 623  | 692  | 741  | 662  | 676  | 660  | 656  | 624  |

| 2018 | 2022 | - | - | - | - | - | - | - |
| ---- | ---- | - | - | - | - | - | - | - |
| 575  | 579  | - | - | - | - | - | - | - |

#### Pyramide des âges
La population de la commune est relativement jeune.
En 2018, le taux de personnes d'un âge inférieur à 30 ans s'élève à 37,9 %, soit au-dessus de la moyenne départementale (36,7 %). À l'inverse, le taux de personnes d'âge supérieur à 60 ans est de 24,4 % la même année, alors qu'il est de 24,9 % au niveau départemental.
En 2018, la commune comptait 277 hommes pour 298 femmes, soit un taux de 51,83 % de femmes, légèrement supérieur au taux départemental (51,50 %).
Les pyramides des âges de la commune et du département s'établissent comme suit.
| Hommes | Classe d’âge | Femmes |
| ------ | ------------ | ------ |
| 0,4    | 90 ou +      | 1,0    |
| 4,0    | 75-89 ans    | 9,7    |
| 17,7   | 60-74 ans    | 15,8   |
| 22,4   | 45-59 ans    | 19,8   |
| 18,8   | 30-44 ans    | 14,8   |
| 17,3   | 15-29 ans    | 21,1   |
| 19,5   | 0-14 ans     | 17,8   |

| Hommes | Classe d’âge | Femmes |
| ------ | ------------ | ------ |
| 0,5    | 90 ou +      | 1,6    |
| 5,6    | 75-89 ans    | 8,9    |
| 16,7   | 60-74 ans    | 18,1   |
| 20,2   | 45-59 ans    | 19,2   |
| 18,9   | 30-44 ans    | 18,1   |
| 18,2   | 15-29 ans    | 16,2   |
| 19,9   | 0-14 ans     | 17,9   |

## Culture locale et patrimoine

### Lieux et monuments
- Le micro musée consacré a l'ancienne usine Chocorêve et à la chocolaterie de la famille Ibled. L'usine est démolie en 2009[45].
- L'église Saint-Maurice.
- Le monument aux morts, surmonté du coq gaulois[46].

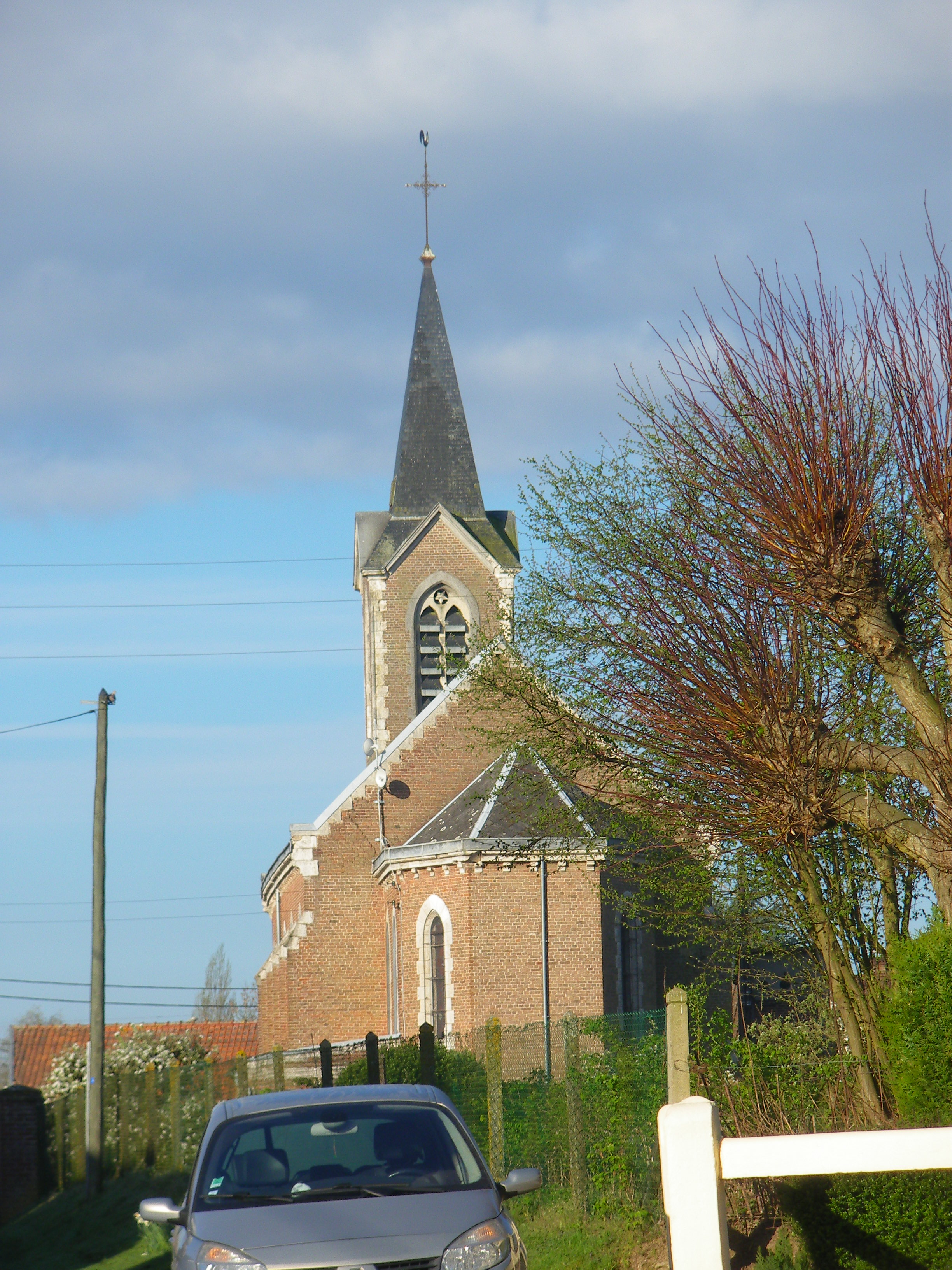
L'église.
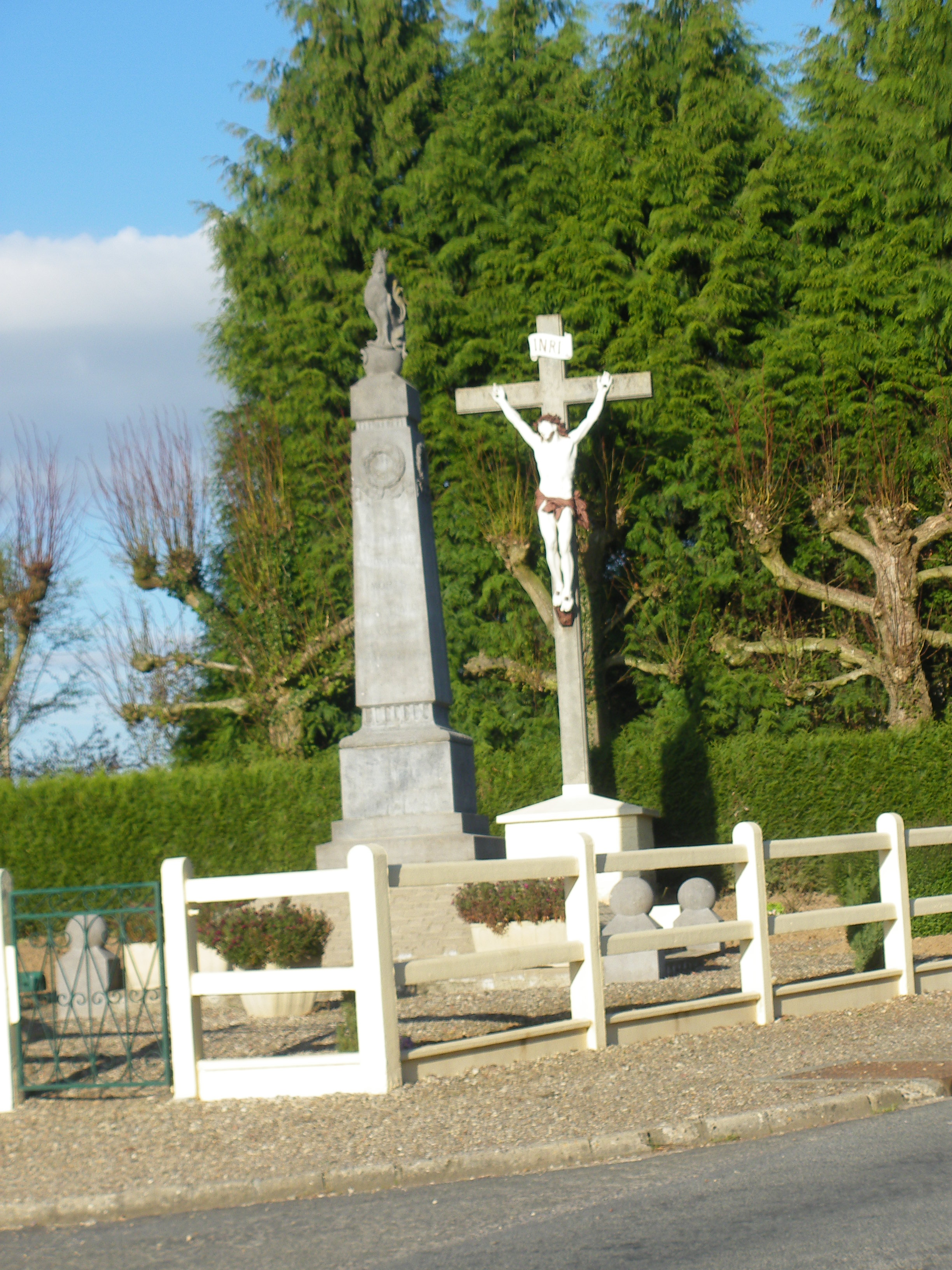
Le monument aux morts.

### Personnalités liées à la commune
- Joseph Wattebled (1885-1979), photographe, a habité dans la commune.

### Héraldique
| Blason de Mondicourt | Blason  | D'azur à trois jumelles d'or accompagnées de quatre fèves de cacao du même ordonnées en chevron renversé, celles de dextre posées en bande, celles de senestre en barre, deux entre chaque jumelle. |
| Blason de Mondicourt | Détails | Le statut officiel du blason reste à déterminer. |

## Pour approfondir

#### Bases de données, dictionnaires et encyclopédies
- Ressources relatives à la géographie :   - Insee (communes)
  - Ldh/EHESS/Cassini
- Ressource relative à plusieurs domaines :   - Annuaire du service public français
- Notices d'autorité :   - BnF (données)